# Soonwaldsteig
Der Soonwaldsteig ist ein 2009 eröffneter, rund 83 km langer Fernwanderweg, der von Kirn an der Nahe quer durch den Naturpark Soonwald-Nahe bis nach Bingen am Rhein verläuft.

## Besonderheiten
Der Soonwaldsteig wurde am 9. Mai 2009 eröffnet. Die Anlage des Steiges wurde aus Mitteln des Landes Rheinland-Pfalz sowie der Landkreise Bad Kreuznach und Rhein-Hunsrück finanziert.
Der Soonwaldsteig beginnt in Kirn an der Nahe und verläuft erst nordwärts parallel zum Hahnenbachtal bis zur Schmidtburg. Es schließen sich die Höhenzüge des Lützelsoon an. Über das Kellenbachtal geht es in den Soonwald. Bei Rheinböllen quert der Soonwaldsteig das Guldenbachtal, anschließend geht es durch den Binger Wald bis zum Rhein nach Bingen am Rhein. Der Soonwaldsteig verläuft in weiten Teilen auf naturbelassenen Wegen und Pfaden. Er ist durchgehend markiert. Die Endpunkte des Steiges in Kirn und Bingen sind über den öffentlichen Personennahverkehr angebunden. Anders verhält sich dies im Lützelsoon und Großen Soon. Hier gibt es nur wenige Einkehrmöglichkeiten. Die Unterkünfte für mehrtägige Wanderungen liegen in diesem Bereich durchweg mindestens 2 km vom eigentlichen Wegverlauf entfernt. Sie sind über markierte Zuwege zu erreichen.
Im September 2011 wurde der Soonwaldsteig als Prädikatswanderweg mit dem Deutschen Wandersiegel ausgezeichnet.

## Verlauf

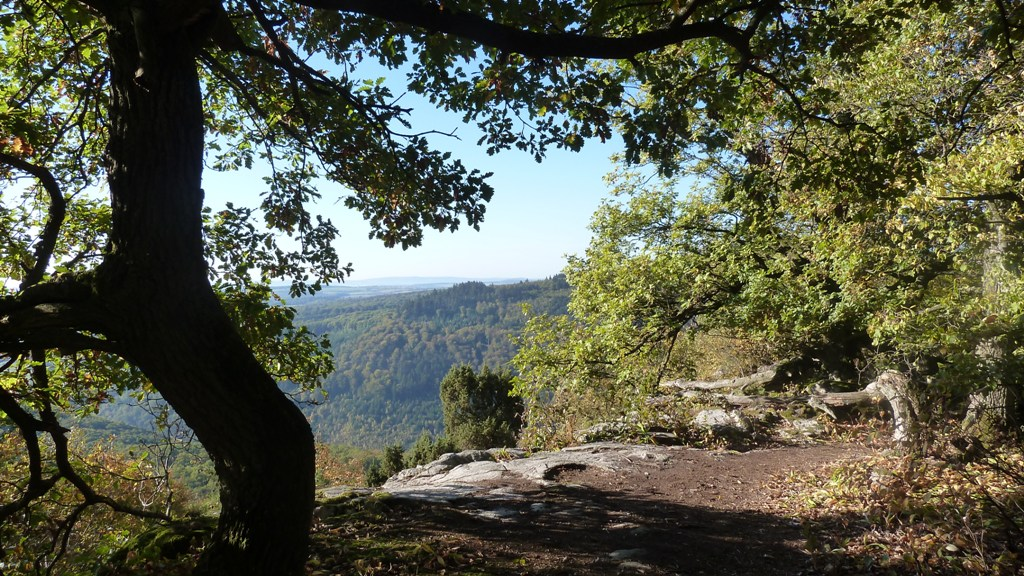
Aussicht vom Höhenrücken des Soonwalds Richtung Süden

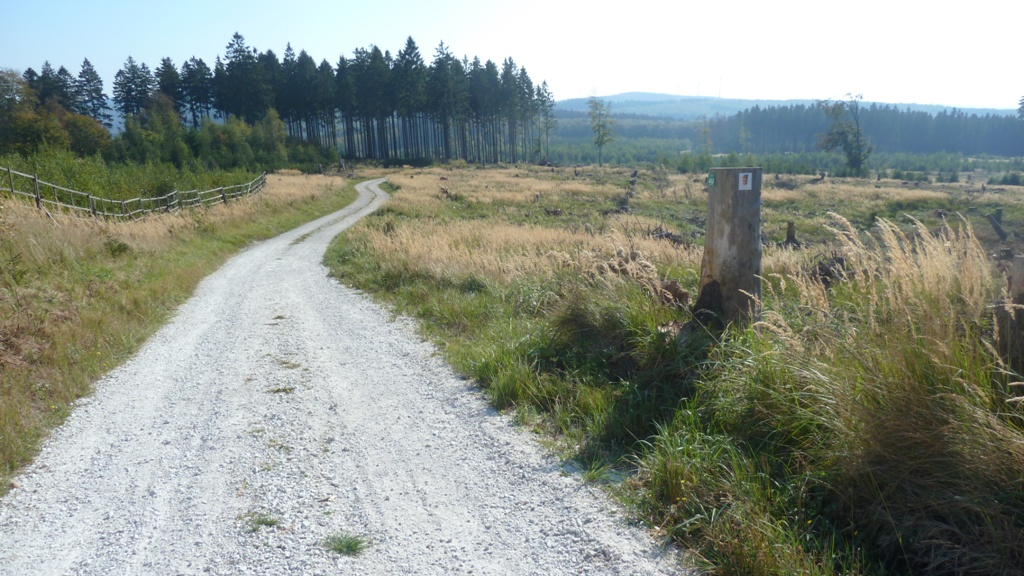
Gegensätze: Die Etappe 5 verläuft nahezu ausschließlich auf breiten Forststraßen

Der Soonwaldsteig umfasst insgesamt sechs Etappen zwischen 12 und 15 km. Die ersten vier Etappen verlaufen überwiegend fernab von Ortschaften durch abgelegene Täler und über Höhenzüge, bieten dem Wanderer daher viel Ruhe. Abgesehen von der ersten Etappe zwischen Kirn und Rudolfshaus und dem Abstieg bei Rheinböllen an der A 61 sind meist keine Straßen in Hörweite. Der Charakter des Wanderwegs ändert sich auf den letzten beiden Etappen, weil er nun durch Gebiete mit vielen Ausflugslokalen und attraktiven Zielen für Tagestouristen verläuft. Auf der fünften Etappe dominieren breite, vielfach geschotterte Forststraßen.
Von Kirn im Nahetal führt der Steig vorbei an den Kallenfelser Burgen und Schloss Wartenstein nach Hahnenbach. Durch die Talauen entlang des Hahnenbaches geht es in Richtung Bundenbach (15 km).
Kurz hinter Bundenbach bindet der Soonwaldsteig das Besucherbergwerk Herrenberg und die Keltensiedlung Altburg an, bevor er den Hahnenbach nahe der Schmidtburg quert. Ein Abstecher zur Burgruine ist möglich. Aus dem Hahnenbachtal führt der Weg auf die Höhenrücken des Lützelsoons. Über die Nordseite des Lützelsoons geht es vorbei am Langenstein bis ins Simmerbachtal. Über Zuwege erreicht man Schlierschied und Gehlweiler (13 km).
Von der Fußgängerbrücke über den Simmerbach steigt der Weg über Quarzitsteinblöcke hinauf zur Burganlage Koppenstein. Durch das Asbachtal erreicht er die Wälder des Großen Soon mit dem Aussichtsturm Alteburg. Die Etappe endet am Wanderparkplatz Ellerspring. Übernachtungsmöglichkeiten bestehen erst im 7 km entfernten Tiefenbach (14 km).
Von dort geht es über den 657 m hohen Ellerspringkopf und – vorbei am Naturwaldreservat Schwabbelbruch – weiter zur Höhe Schanzerkopf. Bis zum Hochsteinchen verläuft der Steig über den nördlichen Soonwaldkamm. Ein Abstieg ins Guldenbachtal beschließt diese Etappe (15 km).
Nach Unterquerung der A 61 verläuft der Soonwaldsteig durch den Binger Wald. Über die Höhe des Kandrich und den Ohligsberg erreicht man den Salzkopfturm mit Rundumsicht. Danach geht es durch den Wald hinab ins Morgenbachtal (14 km).
Zu Beginn der letzten Etappe ist ein Abstecher zur 200 m langen Steckeschlääferklamm möglich. Vom Morgenbachtal führt der Soonwaldsteig auf die Rheinhöhen. Hier verläuft er, gemeinsam mit dem RheinBurgenWeg, immer mal wieder entlang der Hangkante durch das Rheintal. In Serpentinen erfolgt der Abstieg nach Bingen (12 km).

## VitalTouren
Neben dem Soonwaldsteig durchziehen zehn Rundwanderwege das Naheland von Kirn bis nach Stromberg. Die sogenannten VitalTouren verlaufen zumeist auf Naturwegen und sind zwischen 10 und 20 km lang. Sie eignen sich für Tages- und Halbtageswanderungen. Alle Touren sind als Prädikatswanderwege mit dem Wandersiegel des Deutschen Wanderinstituts ausgezeichnet. Sie sind durchgängig so markiert, dass sie ohne Wanderkarte begangen werden können.

## Sehenswürdigkeiten
Besondere Sehenswürdigkeiten sind:
- Kyrburg
- Schmidtburg
- Altburg
- Womrather Höhe
- Burg Koppenstein
- Alteburg
- Wildburghöhe
- Simmerkopf
- Schanzerkopf
- Windpark Ellern und andere Windkraftanlagen[5]
- Hochsteinchen
- Kandrich
- Salzkopf
- Morgenbachtal
- Burg Rheinstein
- Binger Mäuseturm